# Mariä Verkündigung (Günching)

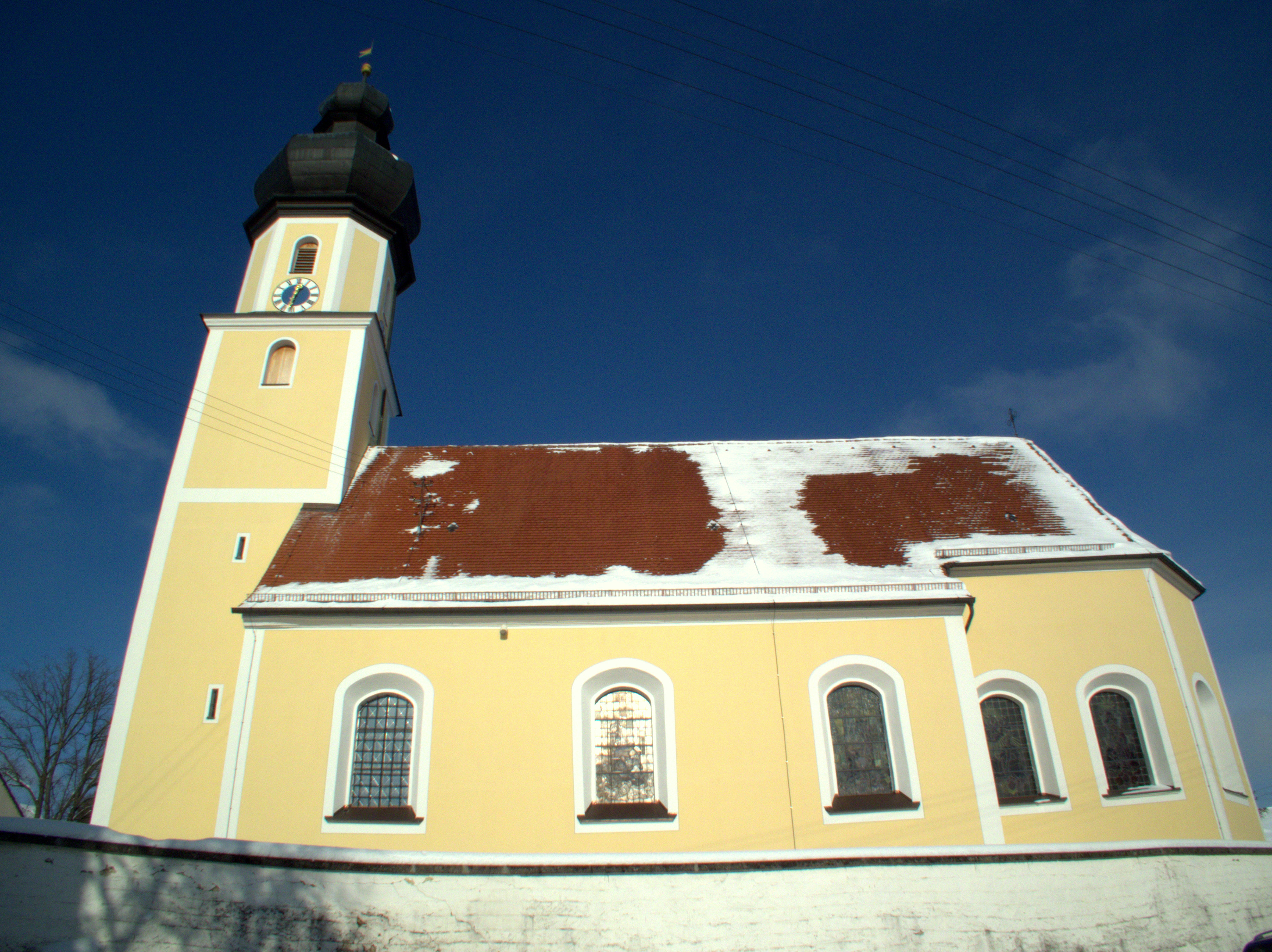
Mariä Verkündigung (Günching)

Die römisch-katholische, denkmalgeschützte Pfarrkirche Mariä Verkündigung steht in Günching, einem Ortsteil der Stadt Velburg im Landkreis Neumarkt in der Oberpfalz. Die Kirche gehört zum Pfarrverband Velburg im Dekanat Habsberg des Bistums Eichstätt. Das Bauwerk ist unter der Denkmalnummer D-3-73-167-54 als Baudenkmal in die Bayerische Denkmalliste eingetragen.

## Beschreibung
Die Saalkirche wurde um 1716 erbaut. Sie besteht aus einem Langhaus, einem eingezogenen, dreiseitig geschlossenen Chor im Osten und einem quadratischen Fassadenturm im Westen, dessen oberstes, achteckiges Geschoss die Turmuhr und den Glockenstuhl beherbergt, in dem vier Kirchenglocken hängen, und auf dem eine Welsche Haube sitzt. An der Nordseite des Chors befindet sich die Sakristei, an der nach Norden 1728 eine oktogonale Kapelle angebaut wurde, die mit einem Zeltdach bedeckt ist, deren Spitze mit einer Laterne bekrönt ist. 
Der Innenraum ist mit einem Stichkappengewölbe überspannt, das im Chor auf Pilastern und im Langhaus auf Wandpfeilern aufsetzt. Das Altarretabel des barocken Hochaltars, gestaltet 1716 von Cosmas Damian Asam, zeigt die Verkündigung des Herrn. Der Tabernakel stammt angeblich aus der ehemaligen Burgkapelle der Burgruine Helfenberg. Die Kanzel stammt aus der zweiten Hälfte des 17. Jahrhunderts.